# Дрохва чорна
Дрохва чорна (Afrotis afra) — вид птахів родини дрохвових (Otidae).

## Поширення
Ендемік Південно-Африканської Республіки. Поширений вздовж західного та південного узбережжя в провінціях Північний Кейп, Західний Кейп і Східний Кейп. Мешкає у відкритих, напівпосушливих середовищах існування, таким як скреби та савани.

## Опис
Птах завдовжки до 50 см, вагою до 700 г. У самця коричнева спина з білими плямами. На краю і на зап'ясті крила є велика срібляста смуга. Ці верхні частини сильно контрастують із рештою частиною тіла попелястого кольору. Хвіст сірий, має дві великі чорні поперечні смуги. Красива біла кругла пляма прикрашає вушні покриви за очима, які мають коричнево-помаранчевий колір. На потилиці є невеликий гребінь з золотими, коричневими та білими перами. Груди білі, живіт чорний. Дзьоб рожевий з сірим кульменом. Лапи яскраво-жовтого кольору. У самиць оперення коричневе, без плям на верхніх частинах.

## Спосіб життя
Живе у відкритих середовищах. Трапляється поодинці або парами. Годується на землі. Полює на ящірок, змій, жаб та великих комах. Крім того їсть насіння, ягоди, плоди. Сезон гніздування — з серпня по жовтень, у північній частині ареалу з жовтня по лютий. У період спаровування самці виконують кругові польоти в небі на висоті близько 15 метрів, вигукуючи характерні звуки. Як тільки самець спарується з самицею, він вирушає на пошуки нової партнерки. Піклуванням про потомство займається лише самиця. Гніздо має вигляд невеликої ямки в землі, вистеленої сухою травою. Самиця відкладає одне-два яйця, оливково-зеленого або коричневого кольору з коричневими або фіолетовими плямами або мармуровістю.